# Bakıxanov
Pour les articles homonymes, voir Bakikhanov.
Bakıxanov (en azéri : [bɑcɯxɑˈnov] ; aussi transcrit Bakikhanov ou Bakihanov) est une ville d'Azerbaïdjan située dans le territoire de Bakou. Elle est bordée par le lac Bulbul sur sa côte est et se situe au sud-est de la commune de Sabunçu. Elle compte environ 71 000 habitants et tire son nom d'Abbasgulu Bakikhanov, un poète azerbaïdjanais du XIXe siècle. Avant 1992, elle était connue sous le nom de Stepan Razin, le chef cosaque qui mena un soulèvement contre la noblesse et la bureaucratie tsariste dans le sud de la Russie au XVIIe siècle.